# Agata Yi
Św. Agata Yi (ko. 이 아가타) (ur. 1824 w Seulu – zm. 9 stycznia 1840 tamże) – święta Kościoła katolickiego, męczennica.
Podczas prześladowań katolików w Korei Agata Yi została aresztowana razem z rodzicami, Augustynem Yi Kwang-hŏn i Barbarą Kwŏn Hŭi, 8 kwietnia 1839 roku. Kilkakrotnie poddano ją torturom. Ponadto strażnicy powiedzieli jej, że jej rodzice wyrzekli się wiary i zostali uwolnieni (co nie było prawdą). Na to Agata Yi odpowiedziała w imieniu swoim i swojego młodszego brata Damiana: Czy nasi rodzice wyrzekli się ich wiary czy nie, nie jest naszą sprawą. My nie możemy wyrzec się Boga! Przebyte cierpienia, pragnienie, głód i choroby nie załamały jej. Oboje jej rodzice zostali ścięci z powodu wiary: ojciec 24 maja, a matka 3 września 1839 roku. Po 9 miesiącach pobytu w więzieniu Agata Yi została uduszona 9 stycznia 1840 roku.
Dniem jej wspomnienia jest 9 stycznia oraz 20 września w grupie 103 męczenników koreańskich.
Została beatyfikowana razem z rodzicami 5 lipca 1925 roku przez papieża Piusa XI, kanonizowana (również z rodzicami) 6 maja 1984 roku przez Jana Pawła II w grupie 103 męczenników koreańskich.